# Football League Two 2007-2008
La Football League Two 2007-2008, conosciuta anche con il nome di Coca-Cola League Two per motivi di sponsorizzazione, è stato il 50º campionato inglese di calcio di quarta divisione, nonché il 4º con la denominazione di League Two.
La stagione regolare ha avuto inizio l'11 agosto 2007 e si è conclusa il 3 maggio 2008, mentre i play off si sono svolti tra il 10 ed il 26 maggio 2008. Ad aggiudicarsi il titolo è stato il Milton Keynes Dons, al suo primo successo nella categoria. Le altre tre promozioni in Football League One, sono state invece conseguite dal Peterborough United (2º classificato), dall'Hereford United (3º classificato, che torna dopo trentuno anni in un torneo di terza divisione) e dallo Stockport County (vincitore dei play off).
Capocannoniere del torneo è stato Aaron McLean (Peterborough United) con 29 reti.

## Stagione

### Novità
Al termine della stagione precedente, insieme ai campioni di lega del Walsall, salirono direttamente in Football League One anche l'Hartlepool United (2º classificato) e lo Swindon Town (3º classificato). Mentre il Bristol Rovers, 6º classificato, raggiunse la promozione attraverso i play-off. Il Torquay United (costretto ad abbandonare la Football League dopo settantanove anni) ed il Boston United (quest'ultimo venne successivamente retrocesso per inadempienze finanziarie in Conference League North), che occuparono le ultime due posizioni della classifica, non riuscirono invece a mantenere la categoria e retrocessero in Conference League National.
Queste sei squadre furono rimpiazzate dalle quattro retrocesse dalla Football League One: Chesterfield, Bradford City (sceso dopo ventisei anni nel quarto livello del calcio inglese), Rotherham United e Brentford e dalle due promosse provenienti dalla Conference League National: Dagenham & Redbridge e Morecambe (entrambi al debutto nel calcio professionistico inglese).

### Formula
Le prime tre classificate venivano promosse direttamente in Football League One, insieme alla vincente dei play off a cui partecipavano le squadre giunte dal 4º al 7º posto. Mentre le ultime due classificate retrocedevano in Conference League Premier.

## Squadre partecipanti
| Squadra              | Città                | Stadio               | Stagione precedente                              |
| -------------------- | -------------------- | -------------------- | ------------------------------------------------ |
| Accrington Stanley   | Accrington           | Crown Ground         | 20º posto in Football League Two                 |
| Barnet               | Londra (High Barnet) | Underhill Stadium    | 14º posto in Football League Two                 |
| Bradford City        | Bradford             | Valley Parade        | 22º posto in Football League One, retrocesso     |
| Brentford            | Londra (Hounslow)    | Griffin Park         | 24º posto in Football League One, retrocesso     |
| Bury                 | Bury                 | Gigg Lane            | 21º posto in Football League Two                 |
| Chester City         | Chester              | Deva Stadium         | 18º posto in Football League Two                 |
| Chesterfield         | Chesterfield         | Saltergate           | 21º posto in Football League One, retrocesso     |
| Dagenham & Redbridge | Londra (Dagenham)    | Victoria Road        | 1º posto in Conference League National, promosso |
| Darlington           | Darlington           | The Darlington Arena | 11º posto in Football League Two                 |
| Grimsby Town         | Grimsby              | Blundell Park        | 15º posto in Football League Two                 |
| Hereford United      | Hereford             | Edgar Street         | 16º posto in Football League Two                 |
| Lincoln City         | Lincoln              | Sincil Bank          | 5º posto in Football League Two                  |
| Macclesfield Town    | Macclesfield         | Moss Rose            | 22º posto in Football League Two                 |
| Mansfield Town       | Mansfield            | Field Mill           | 17º posto in Football League Two                 |
| Milton Keynes Dons   | Milton Keynes        | Stadium MK           | 4º posto in Football League Two                  |
| Morecambe            | Morecambe            | Christie Park        | 3º posto in Conference League National, promosso |
| Notts County         | Nottingham           | Meadow Lane          | 13º posto in Football League Two                 |
| Peterborough United  | Peterborough         | London Road          | 10º posto in Football League Two                 |
| Rochdale             | Rochdale             | Spotland Stadium     | 9º posto in Football League Two                  |
| Rotherham United     | Rotherham            | Millmoor             | 23º posto in Football League One, retrocesso     |
| Shrewsbury Town      | Shrewsbury           | New Meadow           | 7º posto in Football League Two                  |
| Stockport County     | Stockport            | Edgeley Park         | 8º posto in Football League Two                  |
| Wrexham              | Wrexham              | Racecourse Ground    | 19º posto in Football League Two                 |
| Wycombe Wanderers    | High Wycombe         | Adams Park           | 12º posto in Football League Two                 |

## Classifica finale
|  | Pos. | Squadra             | Pt | G  | V  | N  | P  | GF | GS | DR  |
|  | ---- | ------------------- | -- | -- | -- | -- | -- | -- | -- | --- |
|  | 1    | MK Dons             | 97 | 46 | 29 | 10 | 7  | 82 | 37 | +45 |
|  | 2    | Peterborough Utd    | 92 | 46 | 28 | 8  | 10 | 84 | 43 | +41 |
|  | 3    | Hereford Utd        | 88 | 46 | 26 | 10 | 10 | 72 | 41 | +31 |
|  | 4    | Stockport County    | 82 | 46 | 24 | 10 | 12 | 72 | 54 | +18 |
|  | 5    | Rochdale            | 80 | 46 | 23 | 11 | 12 | 77 | 54 | +23 |
|  | 6    | Darlington          | 78 | 46 | 22 | 12 | 12 | 67 | 40 | +27 |
|  | 7    | Wycombe             | 78 | 46 | 22 | 12 | 12 | 56 | 42 | +14 |
|  | 8    | Chesterfield        | 69 | 46 | 19 | 12 | 15 | 76 | 56 | +20 |
|  | 9    | Rotherham Utd (-10) | 64 | 46 | 21 | 11 | 14 | 62 | 58 | +4  |
|  | 10   | Bradford City       | 62 | 46 | 17 | 11 | 18 | 63 | 61 | +2  |
|  | 11   | Morecambe           | 60 | 46 | 16 | 12 | 18 | 59 | 63 | -4  |
|  | 12   | Barnet              | 60 | 46 | 16 | 12 | 18 | 56 | 63 | -7  |
|  | 13   | Bury                | 59 | 46 | 16 | 11 | 19 | 58 | 61 | -3  |
|  | 14   | Brentford           | 59 | 46 | 17 | 8  | 21 | 58 | 61 | -3  |
|  | 15   | Lincoln City        | 58 | 46 | 18 | 4  | 24 | 61 | 77 | -14 |
|  | 16   | Grimsby Town        | 55 | 46 | 15 | 10 | 21 | 55 | 66 | -11 |
|  | 17   | Accrington Stanley  | 51 | 46 | 16 | 3  | 27 | 49 | 83 | -34 |
|  | 18   | Shrewsbury Town     | 50 | 46 | 12 | 14 | 20 | 56 | 65 | -9  |
|  | 19   | Macclesfield Town   | 50 | 46 | 11 | 17 | 18 | 47 | 64 | -17 |
|  | 20   | Dag & Red           | 49 | 46 | 13 | 10 | 23 | 49 | 70 | -21 |
|  | 21   | Notts County        | 48 | 46 | 10 | 18 | 18 | 37 | 53 | -16 |
|  | 22   | Chester City        | 47 | 46 | 12 | 11 | 23 | 51 | 68 | -17 |
|  | 23   | Mansfield Town      | 42 | 46 | 11 | 9  | 26 | 48 | 68 | -20 |
|  | 24   | Wrexham             | 40 | 46 | 10 | 10 | 26 | 38 | 70 | -32 |

Legenda:
      Promosso in Football League One 2008-2009.
  Ammesso ai play-off.
      Retrocesso in Conference League Premier 2008-2009.
Regolamento:
Tre punti a vittoria, uno a pareggio, zero a sconfitta.
In caso di arrivo di due o più squadre a pari punti, la graduatoria verrà stilata secondo i seguenti criteri:
- differenza reti
- maggior numero di gol segnati

Note:

Il Rotherham United è stato sanzionato con 10 punti di penalizzazione per essere entrato sotto amministrazione finanziaria.

## Spareggi

### Play-off

#### Tabellone
|  | Semifinali | Semifinali         | Semifinali | Semifinali | Semifinali |  |  | Finale           | Finale           | Finale |  |
|  |            |                    |            |            |            |  |  |                  |                  |        |  |
|  | 6          | Wycombe            | 1          | 0          | 1          |  |  |                  |                  |        |  |
|  | 6          | Stockport County   | 1          | 1          | 2          |  |  | Stockport County | Stockport County | 3      |  |
|  | 5          | Darlington         | 2          | 1          | 3          |  |  | Rochdale         | Rochdale         | 2      |  |
|  | 4          | Rochdale (5-4 dcr) | 1          | 2          | 3          |  |  |                  |                  |        |  |

#### Semifinali
|                   | Risultati     |                   | Luogo e data                 |
| ----------------- | ------------- | ----------------- | ---------------------------- |
| Darlington        | 2-1           | Rochdale          | Darlington, 10 maggio 2008   |
| Rochdale          | 2-1 (5-4 dcr) | Darlington        | Rochdale, 17 maggio 2008     |
|                   |               |                   |                              |
| Wycombe Wanderers | 1-1           | Stockport County  | High Wycombe, 11 maggio 2008 |
| Stockport County  | 1-0           | Wycombe Wanderers | Stockport, 17 maggio 2008    |
|                   |               |                   |                              |

#### Finale
|                  | Risultato |          | Luogo e data                     |
| ---------------- | --------- | -------- | -------------------------------- |
| Stockport County | 3-2       | Rochdale | Londra (Wembley), 26 maggio 2008 |
|                  |           |          |                                  |